# 豊岡村 (千葉県海上郡)
豊岡村（とよおかむら）は、千葉県海上郡に存在した村。銚子市立豊岡小学校などにその名をとどめる。

## 地理
- 現在の銚子市の西南部（小浜町・親田町・常世田町・八木町）、旭市の東部（八木・塙）、旧飯岡町の北東部に位置する。
- 村は太平洋に面している。
- 村域は台地と平地が入り組む谷戸が多い地形になっている。

## 歴史
- 1889年（明治22年）4月1日 - 町村制施行に伴い、塙村、八木村、小浜村、親田村、常世田村が合併して発足。
- 1954年（昭和29年）3月31日 - 豊岡村の一部（塙と八木の一部）が飯岡町と三川村と合併し、改めて飯岡町が発足。
- 1956年（昭和31年）7月1日 - 残部が銚子市に編入。同日豊岡村廃止。

| 1868年 以前 | 1868年 以前 | 明治22年 4月1日 | 昭和29年 3月31日 | 昭和31年 7月1日 | 平成17年 7月1日 | 現在   |
| ----------- | ----------- | --------------- | ---------------- | --------------- | --------------- | ------ |
|             | 小浜村      | 豊岡村          | 豊岡村           | 銚子市 に編入   | 銚子市          | 銚子市 |
|             | 親田村      | 豊岡村          | 豊岡村           | 銚子市 に編入   | 銚子市          | 銚子市 |
|             | 常世田村    | 豊岡村          | 豊岡村           | 銚子市 に編入   | 銚子市          | 銚子市 |
|             | 八木村      | 豊岡村          | 豊岡村           | 銚子市 に編入   | 銚子市          | 銚子市 |
|             | 飯岡町      | 豊岡村          | 飯岡町           | 旭市            | 旭市            |        |
|             | 飯岡町      | 豊岡村          | 飯岡町           | 旭市            | 旭市            | 塙村   |

## 人口
総数 [単位： 人]
| 1891年（明治24年） | 3,030 |
| 1915年（大正 4年） | 3,502 |
| 1930年（昭和 5年） | 3,239 |
| 1947年（昭和22年） | 4,076 |

## 教育施設

### 小学校
- 海上郡豊岡村立豊岡小学校（銚子市立豊岡小学校となり2021年銚子市立春日小学校と統合、現・銚子市立春日小学校）

### 中学校
- 海上郡豊岡村立豊岡中学校（合併後銚子市立第八中学校となり2013年銚子市立第四中学校と統合、現・銚子市立銚子中学校）

## 交通

### 道路
- 二級国道
  - 国道126号